# Teimana Harrison
Teimana Harrison (Ōpōtiki, 5 settembre 1992) è un rugbista a 15 neozelandese, internazionale per l'Inghilterra, che gioca come terza linea centro nei Northampton Saints.

## Biografia
Harrison nacque in Nuova Zelanda da padre inglese, originario di Derby. Frequentò la Rotorua Boys' High School, la stessa scuola di Dylan Hartley che dopo una visita all'istituto durante la Coppa del Mondo di rugby 2011 lo segnalò al Northampton.
Entrato nelle giovanili del club inglese, fece il suo debutto con la prima squadra nella sfida contro i London Wasps valida per la English Premiership 2011-2012.
Nel 2015 trascorse un periodo di prestito al Moseley, club partecipante alla RFU Championship con il quale disputò un solo incontro. 
Nella stagione 2015-2016 conquistò la titolarità nella terza linea di Northampton venendo anche premiato come miglior giocatore dell'English Premiership nel mese di aprile 2016.
Eleggibile per la nazionale inglese viste le origini paterne, fu chiamato per la prima volta, l'8 maggio 2016, dall'allenatore Eddie Jones per uno stage di tre giorni in preparazione per il tour estivo in Australia; esordì come titolare il 29 maggio dello stesso anno nel vittorioso test match contro il Galles e successivamente fu convocato nella squadra che partì per l'Australia.

## Palmarès
- Challenge Cup: 1
Northampton: 2013-14
- Premiership: 1
Northampton: 2013-14